# Jason James Richter
Pour les articles homonymes, voir Richter.
Jason James Richter est un acteur et musicien américain, né le 29 janvier 1980 à Medford dans l'Oregon aux États-Unis.
Il est connu en France pour son rôle de Jesse dans la série des films Sauvez Willy.

## Filmographie

### Cinéma
- 1993 : Sauvez Willy (Free Willy) : Jesse
- 1994 : Les Nouveaux Associés : Kevin Robberson
- 1994 : Les Robberson enquêtent (Cops and Robbersons) : Kevin Robberson
- 1995 : L'Histoire sans fin 3 : Retour à Fantasia (The NeverEnding Story III : Escape from Fantasia) : Bastien Balthazar Bux
- 1995 : Sauvez Willy 2 (Free Willy 2: The Adventure Home) : Jesse
- 1997 : Laserhawk : Zach Raymond
- 1997 : Sauvez Willy 3 : La Poursuite (Free Willy 3 : The Rescue) : Jesse
- 1997 : The Setting Son : Big Bully
- 1998 : Ricochet River : Wade
- 2010 : Tekken : L'associé de Bonner (crédité James Richter)
- 2021 : Une affaire de détails (The Little Things) de John Lee Hancock : inspecteur Dennis Williams

### Télévision
- 1996 :  Le Client (série télévisée) (saison 1, épisode 17) : Chris Love
- 1997 :  Sabrina, l'apprentie sorcière (série télévisée) (saison 2, épisode 4 : Quel enfer ce Dante) : Dante
- 1997 :  Les Razmoket (série télévisée d'animation) (saison 5, épisode 5) : Ringo / The Bull (Voix)
- 2009 :  Bones (série télévisée) (saison 4, épisode 12) : Clown n°2 (crédité James Richter)
- 2011 : Criminal Minds: Suspect Behavior (série télévisée) (saison 1, épisode 8) : Matthew Keane

## Distinctions

### Nominations
- 1994 :  MTV Movie Award du meilleur baiser : Sauvez Willy.
- 1994 :  MTV Movie Award de la meilleure révélation : Sauvez Willy.